# HUSHABY BABY ハッシャバイベイビー
『HUSHABY BABY ハッシャバイベイビー』は、アリスソフトが1999年9月30日に発売したユーザークラブ専用の紙芝居ゲーム。定価2800円（税別、生産終了）。
一般販売はされていない。国内バイリンガル仕様で、標準語と関西弁を選んでプレーできる。

## あらすじ
夏休み前、付き合っていた彼女が駅の階段から落ちてあっけなく死んでしまったことを受け入れられない主人公は、逃げるように夏休みを実家で過ごして下宿に戻ってきた。すると、下宿の玄関先に死んだはずの彼女が幽霊と化して立っていた。主人公は彼女が現世を離れるまでの6日間、彼女とやりまくることになる。

## 登場人物
山本卓也（やまもと たくや）
本作の主人公。関西のとある大学の3回生で21歳。前年の7月から付き合っていた彼女を夏休み前に亡くしたが、その実感が湧いていない。
神崎日羽（かんざき ひわ）
主人公の彼女。享年19。1か月ほど前、駅の階段で足を滑らせて転落し、打ち所が悪くそのまま亡くなる。そして現世を離れる四十九日を6日後に控えた日、主人公の前に幽霊となって現れる。

## スタッフ
- シナリオ：ふみゃ
- 原画：えびちり
- 音楽・効果音：Shade
- プログラム：WAO
- 背景原画：よーいちろー、柊浩一郎
- CG：のでぃ、しきがみあずま、三重紙、ちーぼう